# Igreja do Rosário (São Gonçalo do Sapucaí)
A Igreja do Rosário é um templo da Igreja Católica, provavelmente construída entre final do século XVIII e início do século XIX, na cidade brasileira de São Gonçalo do Sapucaí, sul de Minas Gerais. É localizada na Praça Getúlio Vargas, local também conhecido como Largo do Rosário.

## Histórico
Muito pouco se sabe sobre o histórico da Igreja sendo as únicas provas documentais da existência da construção datam do final do século XIX, em atas da Irmandade de  Nossa Senhora do Rosário. O Almanaque Sul-Mineiro, publicado em 1874, também cita em seu tópico sobre a Freguesia de São Gonçalo da Campanha a existência da igreja já naquele ano. Sua construção é intimamente ligada à população negra, considerando Nossa Senhora do Rosário ter sido à época da escravatura, santa de devoção dos cativos. Várias conjecturas sobre as formas arquitetônicas da construção levam a crer que o templo foi erigido muito antes de 1880, ano em que em seu adro se deu a primeira Festa do Rosário documentada pela Irmandade.
No sino instalado no interior de sua torre existe uma inscrição com os dizeres "Viva Nossa Senhora - 1808", abrindo a hipótese de que a igreja teria sido construída antes de 1808 e o sino instalado depois, ou ainda que o sino teria sido adquirido de uma outra igreja e ali colocado. Esta era uma igreja particular vinculada à irmandade de Nossa Senhora do Rosário, tendo sido posteriormente agregada à Paróquia de São Gonçalo do Amarante através de termo assinado em comum entre o pároco local, o bispo diocesano da Campanha e os confrades da Irmandade, em 23 de março de 1939.

## Arquitetura
Extremamente simples pelo interior quanto o interior, a igreja foi construída numa variedade bem simplística do barroco mineiro tardio.

### Fachada

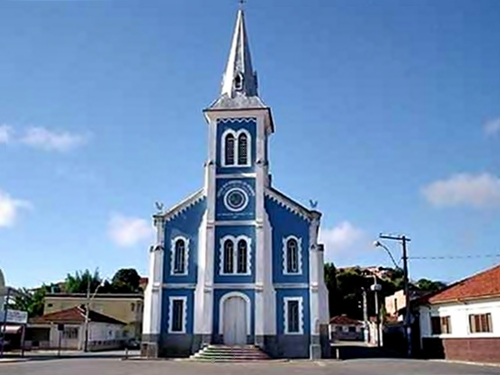
Aspecto da fachada, antes da intervenção atual

A fachada é ornada com quatro colunas simples, retas, trabalhadas em pedra, sendo que duas amparam a porta, no centro da construção, subindo verticalmente, até alcançar o nível do compartimento do sino, e ali estendendo a torre, com sua cúpula. As outras duas colunas, ornam as laterais, e se entendem até o nível do coro, e em seus picos se encontram figuras de galos, confeccionados em metal, os quais se movimentam através de um mecanismo, de acordo com o vento. Popularmente, se diz que conhecendo a posição dos galos se pode prever a meteorologia.
A cúpula é em uma forma triangular, alongada com cobertura metálica (cobre ou ferro), recoberta com pintura metálica.
Em seu pico se estende uma cruz em ferro, e o para-raios. Existe também um relógio de pêndulo, instalado um nível acima do nível do coro.

### Interior

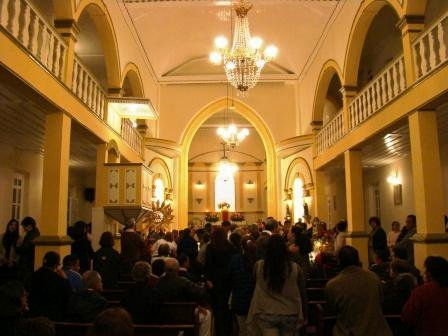
Interior da construção, após intervenção recente

Na entrada, do lado esquerdo se encontra uma porta que dá acesso à uma câmara batismal, com pia esculpida em mármore, provavelmente não original. Na direita, há a porta que dá acesso ao andar superior, onde está o coro, e se acessa os corredores do pavimento superior. A nave central é amparada por colunas em madeira, que sustentam o corredor do pavimento superior, amparados por diversos arcos, sendo que do lado esquerdo há um púlpito, também de madeira.
Já na entrada do altar, existem dois altares em madeira, ornamentados com detalhes circulares, com compartimento para três imagens em cada altar.
O altar-mor possui no seu centro um compartimento superior onde abriga a imagem de Nossa Senhora do Rosário, amparado a seus lados por mais dois nichos onde estão outras duas imagens. No cume do centro existe uma cruz em madeira. O forro é feito em tábuas corridas, pintados de branco, em material já provavelmente substituído. No altar existe um lustre, e na nave central mais dois lustres, com cristais. O piso é de ladrilhos hidráulicos, com detalhes em várias cores. A pintura das paredes é com cor amarela clara, ora bege, onde os detalhes em madeira são pintados em amarelo mais forte e outros em dourado, cores essas que resultam de uma última intervenção, realizada no ano de 2010.

### Intervenções

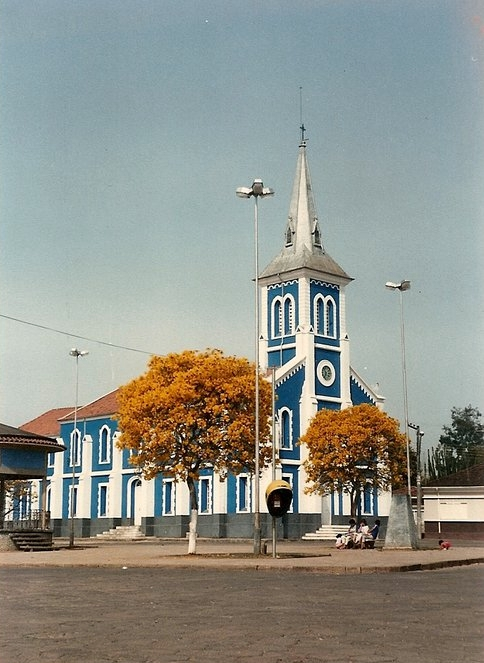
Aspecto exterior (década de 1980).

O piso original era composto de tábuas corridas, substituído por ladrilho hidráulico após as tábuas terem afundado durante uma missa, assustando os fiéis. Todo o interior era  pintado principalmente em cor azul. Em maio de 2010 a irmandade de Nossa Senhora do Rosário, responsável pela manutenção do prédio, decidiu efetuar algumas intervenções na pintura, a preparando para a Festa do Rosário no fim daquele mês. Foi acordado entre os confrades e o pároco local o uso de cores mais claras e características da época de sua construção.
Dentre outras possíveis substituições desde o conjunto original, encontram-se também o forro dos corredores superiores, os lustres com detalhes em dourado e cristais, a pia bastismal, a porta que dá acesso ao corredor da nave e o assoalho do altar-mor. A fachada também foi pintada em substituição ao azul marinho que permanecia ali por várias décadas.
A torre também foi trocada devido a deterioração da antiga, que veio a soltar uma de suas chapas de zinco após uma grande chuva em outubro de 2013. A avaria revelou danos em seu interior de madeira e também a existência um de enxame de abelhas. Uma nova torre foi fabricada com base na original composta de estrutura metálica e cobertura em ACM e içada com a ajuda de um guindaste em 22 de maio de 2014.